# Spilosoma ochrifrons
Spilosoma ochrifrons là một loài bướm đêm thuộc phân họ Arctiinae, họ Erebidae.